# Jean-Sélim Kanaan
Jean-Sélim Kanaan (Roma, Italia, 28 de julio de 1970 - Bagdad, Irak, 19 de agosto de 2003) fue un diplomático de Naciones Unidas (ONU), italiano francés egipcio, fallecido junto con Sergio Vieira de Mello, y sus colegas, en el atentado contra las oficinas de la ONU en Bagdad, Irak, el 19 de agosto de 2003.

## Carrera
Hijo del diplomático de Naciones Unidas, egipcio, Jean-Sélim Kanaan hablaba fluidamente 7 lenguas. 
Trabajó por varios años en Organizaciones No Gubernamentales (ONG), y en el Parlamento Europeo para casos de desastre, emergencias logísticas y prevención de conflictos, sobre todo en países de África y de Europa Occidental. 
De 1994 a 1996, estudió la maestría en Seguridad Pública en la Universidad de Harvard. 
Jean-Selim trabajó por todo el mundo en el área de ayuda humanitaria. Fue así que comenzó su carrera en las Naciones Unidas. 
Su primera tarea fue en la Oficina de las Naciones Unidas de Servicios para Proyectos *(UNOPS). 
En noviembre de 1999, aceptó la tarea por un año en la Misión de Administración Provisional de las Naciones Unidas en Kosovo (UNMIK) con Bernard Kouchner, el representante Especial de Naciones Unidas para o Kosovo. En enero del 2003, se casó con su colega Laura Dolci y se fueron av vivir a Ginebra.
Jean-Sélim se encontraba en Bagdad en una misión temporal, y había llegado apenas en junio con Sergio Vieira de Mello y otros funcionarios de Naciones Unidas. Fue asesinado por una bomba en el Hotel Canal el 19 de agosto de 2003. Figura entre los altos funcionarios fallecidos en el atentado contra las oficinas de la ONU en Bagdad, ataque que dejó 19 muertos, funcionarios de la ONU.
- Deja a Laura Dolci Kanaan y a su hijo Matia-Sélim Kanaan.

- Fue sepultado en su ciudad, El Cairo, Egipto: "Jean Sélim, mártir de la paz y de la humanidad".

## Libro
En 2002 publicó su libro Ma guerre contre l'indifference o My War Against Indifference (Éditions Robert Laffont, 2002.)